# Новицкое сельское поселение
Новицкое се́льское поселе́ние — сельское поселение в Партизанском районе Приморского края.
Административный центр — село Новицкое.

## История
Статус и границы сельского поселения установлены Законом Приморского края от 10 ноября 2004 года № 158-КЗ «О Партизанском муниципальном районе».

## Население
| 2010  | 2011  | 2012  | 2013  | 2014  | 2015  | 2016  |
| ----- | ----- | ----- | ----- | ----- | ----- | ----- |
| 5828  | ↗5832 | ↘5752 | ↘5645 | ↘5609 | ↘5483 | ↘5404 |
| 2017  | 2018  | 2019  | 2020  | 2021  |       |       |
| ↘5366 | ↘5257 | ↘5239 | ↘5209 | ↗5472 |       |       |

## Состав сельского поселения
В состав сельского поселения входят пять населённых пунктов:
| № | Населённый пункт | Тип населённого пункта       | Население |
| - | ---------------- | ---------------------------- | --------- |
| 1 | Водопадное       | железнодорожный разъезд      | ↘15       |
| 2 | Николаевка       | посёлок                      | ↘3041     |
| 3 | Новицкое         | село, административный центр | ↗1534     |
| 4 | Орёл             | хутор                        | ↘10       |
| 5 | Фроловка         | село                         | ↘901      |

## Местное самоуправление
Администрация
Адрес: 692976, с. Новицкое, ул. Лазо, 17-А. Телефон: 8 (42365) 25-1-19, 8 (42365) 25-1-69
Глава администрации
Бабич Виталий Владимирович

## Археология
В окрестностях посёлка Николаевка находится пещера Треугольная.